# Aventuras de Kirlian
Aventuras de Kirlian fue un grupo español de indie pop en los años 1980. Aunque en su día tuvieron poco éxito comercial, han logrado convertirse en un grupo de culto en España, y su música ha ejercido gran influencia sobre numerosos grupos españoles de los años 1990.[cita requerida] La banda se disolvió en 1989 y sus miembros se juntaron con el baterista Gorka Otxoa para formar un nuevo grupo bajo el nombre de Le Mans.

## Comienzos
El núcleo del grupo lo formaron desde un principio Ibon Errazkin y Teresa Iturrioz, quienes empezaron a hacer música improvisada juntos en el verano de 1985, tocando ambos el bajo. En febrero de 1986, Jone Gabarain y Peru Izeta se unieron a ellos cerrando la formación de Aventuras de Kilian.

## Formación
- Jone Gabarain: voz
- Teresa Iturrioz: bajo
- Ibon Errazkin: guitarra
- Peru Izeta: batería, guitarra

## Discografía[2]

### Álbumes
- Aventuras de Kirlian (Dro, 1989)
- 1986-1988 (Elefant, 2001)

### Sencillos
- Víctor (Dro, 1989)
- Un día gris (Dro, 1989)